# Deep Fritz
A Deep Fritz a Frans Morsch és Mathias Feist alkotta Fritz sakkprogram többprocesszoros változata.
Az egyprocesszoros PC-n is futó kereskedelmi forgalomban kapható változatot, a Deep Fritz 10-et 2006 novemberében bocsátotta ki a Chessbase. Egy párosmérkőzésben november végén és december elején a Deep Fritz-10 4:2-re legyőzte a világbajnokot, Vlagyimir Kramnyikot.
1. ↑  Just one day left…11/21/2022…until ChessBase 17 is released, 2022. november 22. (Hozzáférés: 2023. július 26.)